# Sam Allen (personaggio)
Samuel "Sam" Allen è un personaggio della serie televisiva Desperate Housewives.
Figlio illegittimo di Rex Van de Kamp, fa la sua prima apparizione nella sesta serie, con l'intenzione di avere l'eredità che gli è stata a lungo negata.

## Personaggio
Sam è il figlio primogenito di Rex Van De Camp e di Lillian Allen, questo fa di lui il fratellastro maggiore di Andrew e Danielle. Pur non essendo il figlio di Bree, ha dimostrato di avere molte cose in comune con lei, infatti è un amante del buon gusto e della cucina raffinata, tanto che nel lavoro del catering si è dimostrato all'altezza di Bree. Fra tutti i personaggi della serie che in un certo senso hanno avuto un ruolo da antagonista, Sam è l'unico che riesce ad averla vinta insieme al pedofilo Art Sheperd. Seppur breve ,la presenza di Sam danneggerà moltissimo Bree, il suo matrimonio e suo figlio.

## Personalità
Sam è un ragazzo ambizioso e intelligente, cerca sempre di ottenere quello che vuole, ricorrendo pure a dei sistemi poco leciti. Manipola la gente pur di arrivare al suo fine, anche arrivando al punto di mentire, ma essendo in apparenza una persona ben educata e gentile, riesce facilmente a manipolare le persone. In diverse occasioni ha dimostrato di avere dei problemi nel controllare la rabbia, tanto da minacciare la gente, e non sembra farsi scrupoli di coscienza pur sapendo che il suo comportamento mette gli altri in difficoltà. I comportamenti di Sam non sono mossi per lo più da cattiveria, ma da un senso di insoddisfazione.

## Antefatti
Prima che Rex incontrasse Bree, frequentò Lillian Allen, dalla quale ebbe Sam; dopo aver conosciuto Bree e aver messo su famiglia con lei, Rex passò sempre meno tempo con Sam, tanto che i due chiusero completamente i ponti. Sam è cresciuto con la madre vivendo una vita umile e di miserie, occasionalmente si avvicinava alla casa del padre e guardava da lontano la vita che lui conduceva con Bree e i figli avuti da lei. Divenuto ormai adulto Sam trova una lettera della madre che gli era stata mandata da Rex, in cui lui tanto tempo fa si era offerto di avere la custodia del figlio e dargli una vita migliore, ma la madre si rifiutò. Alla luce della cosa Sam si arrabbia credendo che gli sia stata negata una vita migliore, decide dunque di orchestrare la sua vendetta.

## Sesta stagione
Sam arriva all'azienda di Bree per chiedere un lavoro come suo assistente e dopo un'iniziale titubanza della donna, viene assunto grazie alla sua abilità negli affari e ai suoi modi raffinati. Bree comincia a lodare il ragazzo davanti a suo figlio Andrew, che comincia a prenderlo in antipatia. Bree è felice di avere Sam nel suo staff ed in seguito ad alcuni litigi con Andrew, gli assegna il suo posto di vicepresidente dell'azienda. Andrew si infuria ancora di più e picchia Sam; Bree allora si reca a casa del giovane per scusarsi e gli porta un cesto di muffin. Sam non è in casa, ma Bree entra lo stesso e nota fra i quadri appesi alla parete una foto del marito defunto Rex. La donna viene sorpresa da Sam e così, a metà fra lo stupore e la rabbia, chiede al ragazzo cosa ci faccia con una foto dell'uomo. Il giovane le rivela che Rex era suo padre biologico, concepito prima del suo matrimonio e Bree sconvolta scappa via. Quella sera Bree scorge dalla finestra Sam davanti a casa sua e su consiglio di Orson va a parlare con lui; il ragazzo le rivela di aver invidiato la vita agiata che Rex conduceva con loro e così Bree lo invita a fare parte della famiglia per rimediare all'errore di suo marito. La donna organizza una cena di famiglia invitando Sam, Andrew e Danielle: quest'ultima è felice di avere un altro fratello mentre Andrew non lo vuole accettare. Dopo una serata non troppo piacevole, Orson rivela a Andrew di non fidarsi neanche lui di Sam.
Successivamente Sam riesce a convincere Bree a licenziare Andrew per un furto di alcolici dall'azienda e per metterlo in cattiva luce manomette le pietanze di un ricevimento molto importante organizzato da Bree. Orson fa notare alla moglie che Andrew non ha l'astuzia di ordire un piano così complesso e le dice che per lui il colpevole è Sam.
Una mattina, mentre è al supermercato con Sam, Bree vede il giovane discutere con una commessa. Più tardi si reca dalla donna e scopre che si tratta di Lillian, la madre di Sam, che il ragazzo ha sempre dichiarato essere morta; Lillian le racconta che Rex voleva prendere Sam con sé ma lei non ha accettato, condannando così il figlio ad una vita misera ed alimentando in lui il desiderio di rivalsa sui Van de Kamp. Bree allora riassume Andrew e insieme cercano di mandare via Sam, dapprima proponendogli una somma di denaro pari al fondo fiduciario che Rex aveva lasciato ai figli alla sua morte, e poi invitando a casa degli ex-poliziotti di loro conoscenza, facendo capire a Sam che deve andarsene per evitare conseguenze.
Sam allora va da Bree e le racconta che la sera della cena di famiglia, Danielle si era ubriacata e gli aveva rivelato alcuni segreti imbarazzanti, fra cui quello che dieci anni prima Andrew aveva investito Juanita, la madre di Carlos Solis. Il ragazzo ricatta Bree, che è costretta a sottostare, cedendogli la sua società; la donna , in pena per il figliastro, gli rivela che non potrà mai trovare l'affetto di nessuno per l'odio che si porta dentro e gli chiede di uscire dalla sua vita per sempre.